# معرض متزامن

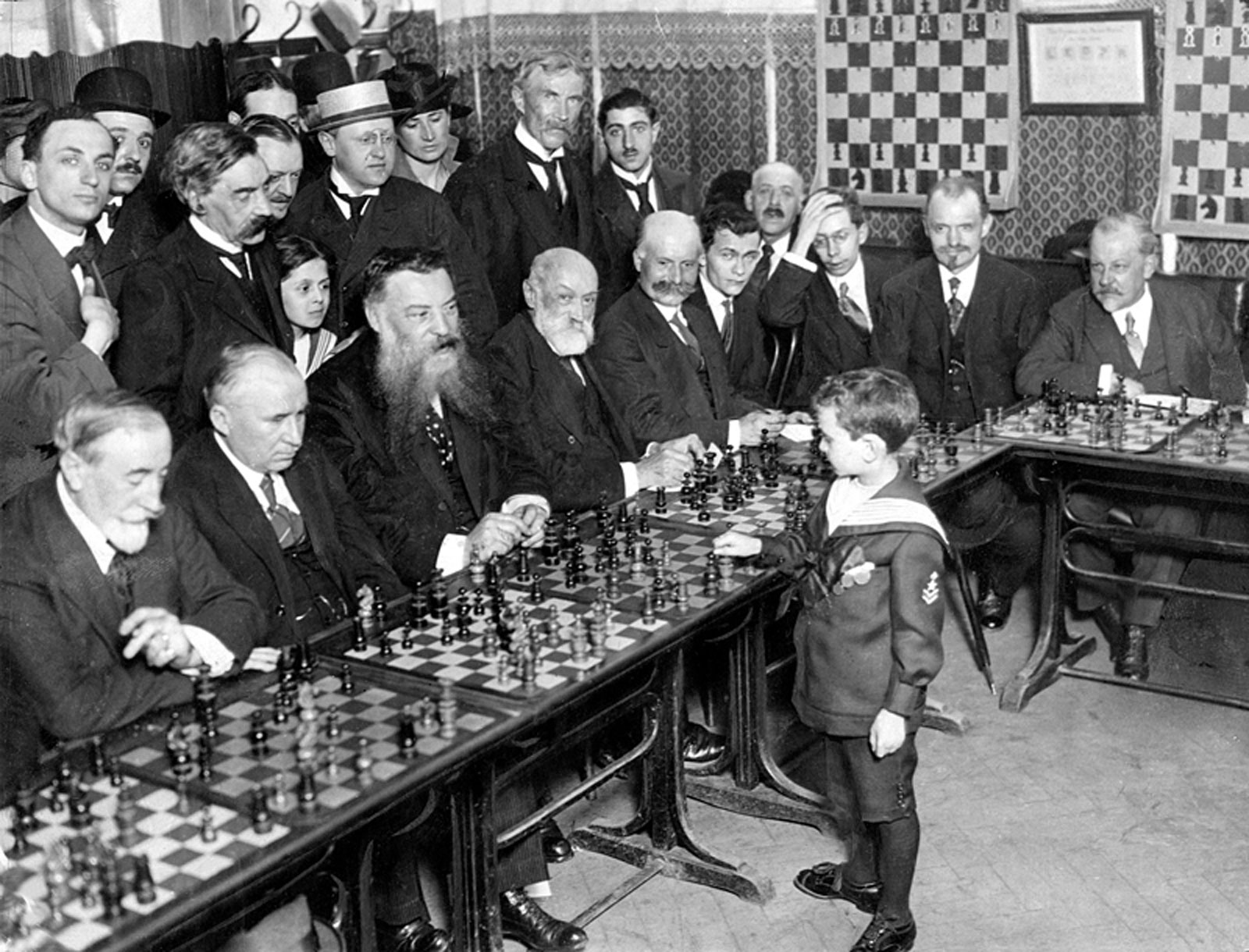
صموئيل ريشفسكي يقدم معرضا متزامنا بفرنسا 1920، وعمره 8 أعوام.

المعرض المتزامن أو المباريات المتزامنة (بالإنجليزية: Simultaneous exhibition)‏ في الشطرنج والألعاب الفكرية الأخرى مثل غو، هو نوع من الأحداث الاستعراضية يقوم فيها لاعب -يكون عادة تصنيفه كبير مثل أستاذ كبير- بلعب عدة مباريات ودية في نفس الوقت (متزامنة) ضد لاعبين هواة في العادة، بهدف الترويج للعبة وإعطاء فرصة للهواة للعب مع لاعبين محترفين.

## الأنواع في الشطرنج
توجد أنواع مختلفة من المعارض المتزامنة:
- معرض متزامن ترادفي [الإنجليزية]: يقوم فيه لاعبان بلعب عدة مباريات في نفس الوقت مع عدة لاعبين هواة آخرين، والقيام بعدة نقلات من دون استشارة بعضهما، وحين يقوم بهذا الأمر أكثر من لاعبين خبيرين يسمى حينها معرض متزامن تسلسلي.

يضم مهرجان بطولة لندن للشطرنج الكلاسيكي بانتظام متزامنات يلعب فيها أساتذة كبار ضد الجمهور. في 2012، لعب ثماني أساتذة كبار:ديفيد هويل، لوك ماكشين، ماغنوس كارلسن، هيكارو ناكامورا، مايكل أدامز، فلاديمير كرامنيك، ليفون أرونيان وفيشفاناثان أناند 18 عشر طاولات، تتكون كل طاولة من عدة لاعبين يمكنهم التشاور.
- معرض إعصاب متزامن: هو معرض متزامن يلعب في اللاعب معصب العينين [الإنجليزية] عبر مساعد يخبره بنقلات الخصوم وينفذ نقلاته. يزعم الأستاذ الكبير المجري يانوش فليش أنه لعب ضد 52 خصما في بودابست 1960، لكن على مايبدو أنه كان مسموحا له النظر إلى أوراق تسجيل النقلات لذلك مزاعمه غير معترف بها.[2]
- معرض إعصاب متزامن ترادفي: يقوم فيه لاعبان باللعب معصوبي العينين ضد عدة خصوم. في 1934، قام بطل العالم السابق ألكسندر أليخين مع سالو لانداو في روتردام بلعب متزامن إعصاب ترادفي من دون استشارة بعضهما ضد 6 ثنائيات من الخصوم مسموح لهما بالتشاور وأحرزا نتيجة +2 -3 =1، كرر ألخين الأمر بعد عدة أسابيع في أنتويرب مع جورج كولتانوفسكي وأحرزا نتيجة +3 -1 =2.[3]